# Condylactis parvicornis
Condylactis parvicornis är en havsanemonart som beskrevs av Casimir R. Kwietniewski 1898. Condylactis parvicornis ingår i släktet Condylactis och familjen Actiniidae. Inga underarter finns listade i Catalogue of Life.